# Tom Wetzel
Tom Wetzel (* 24. September 1991 in Rostock) ist ein ehemaliger deutscher Handballspieler.

## Karriere
Tom Wetzel spielte bis 2010 bei der Bramstedter TS in der Regionalliga. Nachdem er in der Saison 2010/11 für den Zweitligisten TSV Altenholz auflief, wechselte er 2011 zum Ligakonkurrenten HC Empor Rostock. Seit Sommer 2015 spielte der 1,97 Meter große Rückraumspieler beim Erstligisten HSV Hamburg, bei dem er einen Zweijahresvertrag unterschrieb. Nach der Insolvenz des HSV Hamburg wechselte Wetzel im Januar 2016 zum TuS N-Lübbecke. Zur Saison 2016/17 wechselte er zum HSC 2000 Coburg, wo er nach der Saison 2017/18 seine Karriere beendete.
Für die deutsche Junioren- und Jugendnationalmannschaft bestritt Wetzel 45 Länderspiele.

## Privates
Wetzels Bruder Robert ist ebenfalls Handballspieler.